# José Cervera
José Cervera, popularment conegut com a Pepe Cervera (Getafe, 1964-Madrid, 29 de setembre de 2018), va ser un periodista, biòleg i divulgador científic i tecnològic espanyol. El 2017 va rebre al Congrés Naukas de Bilbao el Premi Tesla de Divulgació Científica, en reconeixement de la seva tasca de dècades.

## Trajectòria
Cervera es va llicenciar en Biologia i es va especialitzar en Paleontologia a la Universitat Complutense de Madrid el 1987, i va treballar durant diversos anys com a paleontòleg en el projecte de la Serra d'Atapuerca. No obstant això, el 1995 va reconduir la seva carrera científica cap a la periodística, i després de cursar el màster de periodisme de la Universitat Autònoma de Madrid i El País va començar a treballar com a redactor per al diari econòmic Cinco Días, on cobria l'incipient sector d'Internet i telecomunicacions.
El 1999, en plena bombolla de les puntcom, Cervera va fundar el portal Baquía, un mitjà especialitzat en notícies tecnològiques i d'internet, que va dirigir fins a finals de 2001. Posteriorment, va muntar la primera pàgina web del diari gratuït 20 minutos, amb la primera llicència copyleft en un mitjà informatiu comercial. El 2003, va crear inicialment per El Mundo un blog sobre ciència i tecnologia anomenat Retiario, que després va portar a 20 minutos (2005), RTVE (2009) i, des de 2017, tenia a eldiario.es.
En l'àmbit acadèmic, Cervera va ser professor associat de la Facultat de Ciències de la Comunicació de la Universitat Rei Juan Carlos, on impartia assignatures relacionades amb el periodisme digital, com a Tecnologia Multimèdia. A més, ha publicat columnes sobre ciència i tecnologia en revistes impreses i digitals com Quo o Muy Interesante, així com en els diaris ABC, El Mundo, El País o El Confidencial.
Com a divulgador, va col·laborar amb diversos programes de Canal Satèl·lit Digital, Ràdio Nacional d'Espanya, i va ser habitual al programa de divulgació científica i humor Òrbita Laika, emès des de 2014 a La 2, i la secció de la qual tractava sobre una reflexió científica. A més, va ser ponent en diverses edicions del Congrés Naukas de Bilbao així com fundador i membre del consell organitzador del Congrés de Periodisme Digital d'Osca.

## Reconeixements
El 2017, al costat de Daniel Torregrosa i Almudena Martín Castro, Cervera va rebre en el festival Naukas el Premi Tesla de Divulgació Científica, en reconeixement de la seva tasca de dècades.